# Нестор (Тугай)
Єпископ Нестор (у миру Микита Арсентійович Тугай, 3 квітня 1900, село Жуляни, Київська губернія — 17 лютого 1969, Київ) — єпископ Українського екзархату Московської патріархії, єпископ Чернігівський і Ніжинський.

## Біографія
Народився 3 квітня 1900 року в селянській родині села Жуляни (нині Київського району Київської області).
1910 - прийнято в Києво-Печерську Лавру, де кілька років ніс різні послухи.
1918 - псаломщик при Київській Духовній Консисторії.
1920 - закінчив пастирські курси при Києво-Михайлівському монастирі, отримавши можливість стати парафіяльним священиком.
1923 - переведений в Петроград регентом Київського подвір'я, де 1924  пострижений у чернецтво з ім'ям Нестор і висвячений у сан ієродиякона Преосвященними Нектарієм (Трезвинським) єпископом Полоцьким.
16 лютого 1933 заарештований в Ленінграді і 5 квітня 1933 засуджений до 10 років таборів. 
З 12 липня 1941 до грудня 1945 року перебував у лавах Червоної армії, служив у 71-й Окремому зенітному артилерійському дивізіоні і в авіадесантна полицю. Двічі був поранений. За участь у Великій Вітчизняній війні був нагороджений двома медалями, одна з них "За бойові заслуги"
Після війни повернувся до Києва і прийнятий до числа братії Києво-Печерської Лаври на послух уставника.
30 грудня 1946 митрополитом Київським і Галицьким Іоанном висвячений в сан ієромонаха і призначений благочинним Лаври.
1949 - поступив в Київську духовну семінарію, яку закінчив 1953 за першим розрядом.
1 серпня 1953 призначений намісником Лаври. 16 серпня зведений у сан архімандрита.
6 грудня 1953 в Києво-Печерській Лаврі хіротонізований на єпископа Уманського, вікарія Київської єпархії.
З 11 листопада 1954 року — єпископ Переяслав-Хмельницький, вікарій Київської єпархії.
З 16 березня 1961 року — єпископ Харківський і Богодухівський.
З 30 березня 1964 року — єпископ Чернігівський і Ніжинський, тимчасово керуючий Сумською єпархією.
Помер 17 лютого 1969 року в Києві. Похований на міському Звіринецькому кладовищі.